# 300-km-Rennen von Zolder 1971

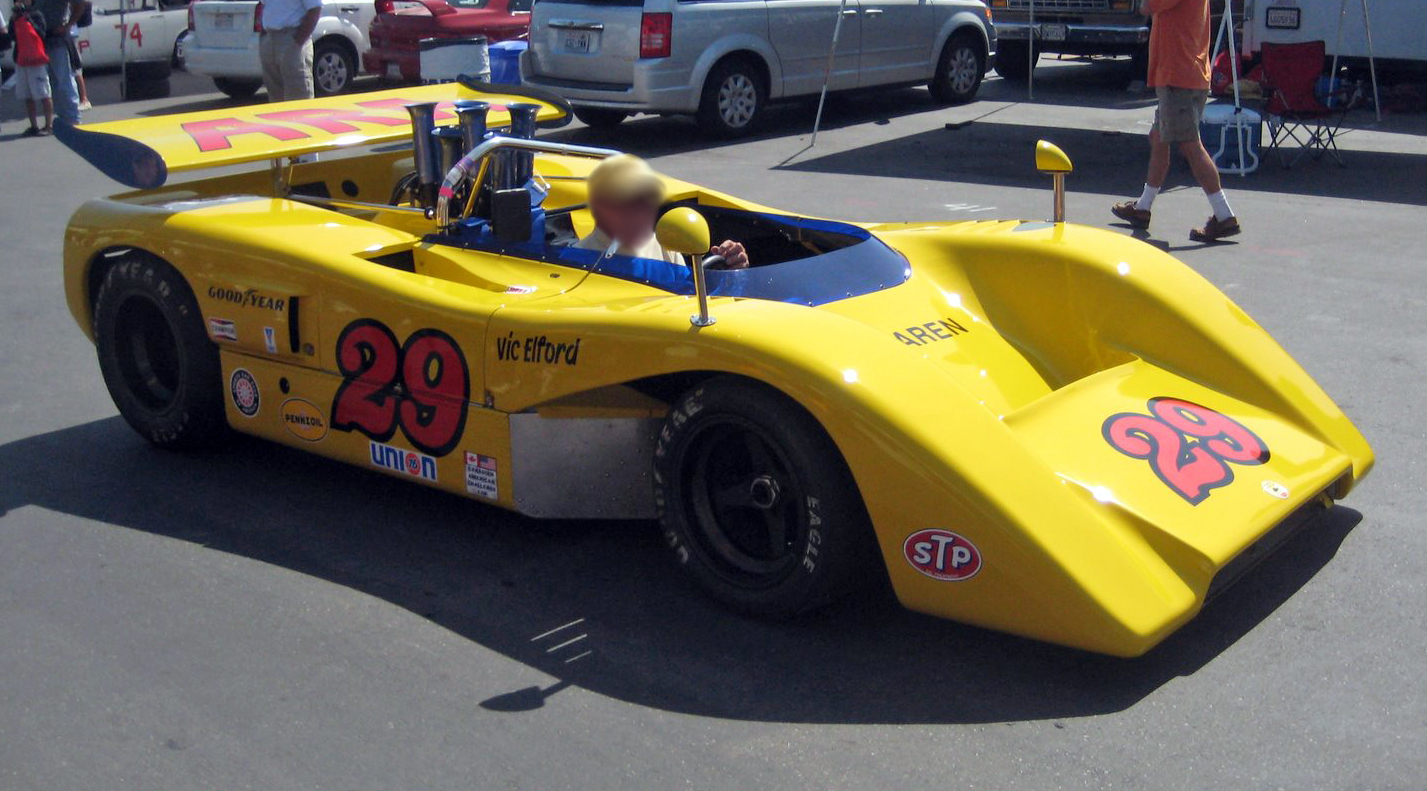
McLaren M8E

Das 300-km-Rennen von Zolder 1971, auch Kent 300 Texaco Trophy, Coupe de Belgique, Zolder, fand am 6. Juni auf dem Circuit Zolder statt und war der zweite Wertungslauf der Interserie dieses Jahres.

## Das Rennen
Auch das zweite Rennen der Interserie 1970 konnte mit der Meldung eines Werksteams aufwarten. War es beim Saisoneröffnungsrennen in Imola die Scuderia Ferrari (Arturo Merzario gewann das Rennen im Ferrari 512M), die einen Wagen meldete, kam in Zolder Autodelta, die Werksmannschaft von Alfa Romeo, mit zwei Wagen zum Rennen. Gefahren wurden die Alfa Romeo T33/3 von Toine Hezemans und Rolf Stommelen. Ein weiterer Werkswagen war der BRM P167 von Pedro Rodríguez, der nach einem Zylinderschaden im Training nicht starten konnte. Gemeldet waren drei Porsche 917 Spyder für Vorjahresmeister Jürgen Neuhaus, Leo Kinnunen und Michel Weber. 
Das Rennen wurde in zwei Wertungsläufen ausgetragen. Im ersten Lauf siegte Peter Gethin im McLaren M8E vor Rolf Stommelen im Alfa Romeo und Leo Kinnunen im Porsche. Die Entscheidung fiel im zweiten Lauf. Vier Runden vor Schluss hatte der Alfa Romeo von Stommelen einen Motorschaden, wodurch Peter Gethin mit dem zweiten Rang die Gesamtwertung gewann.

## Ergebnisse

### Schlussklassement
| 1               | Gr. 7 | 33 | Sid Taylor Racing Castrol | Peter Gethin      | McLaren M8E         | 72 |
| 2               | Gr. 7 | 11 | Racing Team AAW           | Leo Kinnunen      | Porsche 917 Spyder  | 72 |
| 3               | Gr. 6 | 17 | Autodelta                 | Toine Hezemans    | Alfa Romeo T33/3    | 71 |
| 4               | Gr. 7 | 1  | Jürgen Neuhaus            | Jürgen Neuhaus    | Porsche 917 Spyder  | 70 |
| 5               | Gr. 7 | 14 | Gesipa Racing Team        | Michel Weber      | Porsche 917 Spyder  | 70 |
| 6               | Gr. 6 | 12 | Autodelta                 | Rolf Stommelen    | Alfa Romeo T33/3    | 68 |
| 7               | Gr. 6 | 46 | Hubert Ascher             | Klaus Reisch      | Alfa Romeo T33/3-71 | 68 |
| 8               | Gr. 5 | 25 | Scuderia Brescia          | Marsilio Pasotti  | Ferrari 512M        | 68 |
| 9               | Gr. 6 | 44 | Alexander Nolte           | Alexander Nolte   | Porsche 908/01      | 66 |
| 10              | Gr. 6 | 27 | Ernst Kraus               | Ernst Kraus       | Porsche 908/02      | 66 |
| 11              | Gr. 7 | 41 | David Piper               | Bob Wollek        | Lola T70 Mk.3B GT   | 62 |
| 12              | Gr. 7 | 10 | Ecurie Evergreen          | Chris Craft       | McLaren M8E         | 60 |
| 13              | Gr. 7 | 3  | Felder Racing Team        | Helmut Kelleners  | March 717           | 51 |
| Ausgefallen     |       |    |                           |                   |                     |    |
| 14              | Gr. 7 | 6  | Racing Team VDS           | Teddy Pilette     | McLaren M8C         | 19 |
| 15              | Gr. 5 |    | Georges Crenier           | Georges Crenier   | Ford GT40           |    |
| 16              | Gr. 7 |    | Siegfried Rieger          | Siegfried Rieger  | McLaren M8C         |    |
| 17              | Gr. 6 | 55 | Bosch Racing Team         | Otto Stuppacher   | Porsche 908/02      |    |
| Nicht gestartet |       |    |                           |                   |                     |    |
| 18              | Gr. 7 | 16 | Ecurie Bonnier            | Giampiero Moretti | Lola T222           | 1  |
| 19              | Gr. 5 | 19 | Team Auto Usdau           | Willi Kauhsen     | Porsche 917K        | 2  |
| 20              | Gr. 7 | 26 | British Racing Motors     | Pedro Rodríguez   | BRM P167            | 3  |
| 21              | Gr. 6 | 39 | GS Tuning A. Schneider    | Dieter Basche     | Lola T212           | 4  |

1 Unfall im Training
2 Motorschaden im Training
3 Zylinderschaden im Training
4 Zylinderschaden im Training

### Nur in der Meldeliste
Hier finden sich Teams, Fahrer und Fahrzeuge, die ursprünglich für das Rennen gemeldet waren, aber nicht daran teilnahmen.
| Pos. | Klasse | Nr. | Team                | Fahrer             | Chassis        |
| ---- | ------ | --- | ------------------- | ------------------ | -------------- |
| 22   | Gr. 7  | 2   | David Piper         |                    | Porsche 917    |
| 23   | Gr. 7  | 4   | Ecurie Bonnier      | Jo Bonnier         | Lola           |
| 24   | Gr. 6  | 18  | Team Auto Usdau     | Hans-Dieter Weigel | Porsche 908/02 |
| 25   | Gr. 5  | 20  | Gelo Racing Team    |                    | Ferrari 512M   |
| 26   | Gr. 5  | 24  | Gelo Racing Team    |                    | McLaren        |
| 26   | Gr. 6  | 34  |                     | Franco Berruto     | Porsche 908    |
| 27   | Gr. 7  | 37  | Mike Coombe         | Mike Coombe        | Lola T70 Mk.3B |
| 28   | Gr. 7  | 38  | Gesipa Racing Team  | Helmut Krause      | McLaren M8C    |
| 29   | Gr. 5  | 42  | Jean-Claude Guérie  | Jean-Claude Guérie | Ford GT40      |
| 30   | Gr. 5  | 49  | Horst Lehman Racing |                    | Ford GT40      |

### Klassensieger
| Klasse | Fahrer           | Fahrzeug         | Platzierung im Gesamtklassement |
| ------ | ---------------- | ---------------- | ------------------------------- |
| Gr. 7  | Peter Gethin     | McLaren M8E      | Gesamtsieg                      |
| Gr. 6  | Toine Hezemans   | Alfa Romeo T33/3 | Rang 3                          |
| Gr. 5  | Marsilio Pasotti | Ferrari 512M     | Rang 8                          |

### Renndaten
- Gemeldet: 30
- Gestartet: 17
- Gewertet: 13
- Rennklassen: 3
- Zuschauer: unbekannt
- Wetter am Renntag: unbekannt
- Streckenlänge: 4,220 km
- Fahrzeit des Siegerteams: 1:42:23,500 Stunden
- Gesamtrunden des Siegerteams: 72
- Gesamtdistanz des Siegerteams: 303,840 km
- Siegerschnitt: unbekannt
- Pole Position: Peter Gethin – Mclaren M8E (#33) – 1:23,700
- Schnellste Rennrunde: Peter Gethin – McLaren M8E (#33) – 1:24,200 = 178,881 km/h
- Rennserie: 2. Lauf zur Interserie 1971